# ダミー (アルバム)
『ダミー』（Dummy）は、イギリスの音楽ユニット、ポーティスヘッドがリリースしたデビュー・アルバム。1994年8月22日発売。
発売当初から評論家に絶賛され、1995年度のマーキュリー賞を受賞した。またトリップ・ホップというジャンルを広めた作品のひとつとして認知され、数々の1990年代のベスト・アルバム・リストに掲載されている。商業的には全英アルバムチャート2位、1997年にはゴールドディスクを獲得。2011年時点でイギリス国内で82万5000枚、全世界で350万枚を越す大ヒットを記録し、ダブルプラチナを獲得するなど成功を収めた。
「ローリングストーン誌が選ぶオールタイム・グレイテスト・アルバム500」において第131位。

## 収録曲
全曲、ポーティスヘッド作曲。
1. ミステロンズ - "Mysterons" - 5:02
2. サワー・タイムス - "Sour Times - 4:11
3. ストレンジャーズ - "Strangers - 3:55
4. イット・クッド・ビー・スウィート - "It Could Be Sweet - 4:16
5. ワンダリング・スター - "Wandering Star - 4:51
6. イッツ・ア・ファイア - "It's a Fire - 3:48
7. ナム - "Numb - 3:54
8. 道 - "Roads - 5:02
9. ペデスタル - "Pedestal - 3:39
10. ビスケット - "Biscuit - 5:01
11. グローリー・ボックス - "Glory Box" - 5:06

## パーソネル
| ポーティスヘッド - ベス・ギボンズ (Beth Gibbons) - ボーカル (全曲)、プロダクション - ジェフ・バーロウ (Geoff Barrow) - ローズ・ピアノ (1、3、4、10)、ドラム (6、7)、プログラミング (2、5、7–9、11)、ストリング・アレンジ (8)、プロダクション - エイドリアン・アトリー (Adrian Utley) - ギター (1–3、5、8、11)、ベース (6-9)、テルミン (1)、ハモンドオルガン (11)、ストリング・アレンジ (8)、プロダクション アディショナル・ミュージシャン - クライヴ・ディーマー (Clive Deamer) - ドラム (1、3、5、7-10) - ゲイリー・ボールドウィン (Gary Baldwin) - ハモンドオルガン (5-7) - ニール・ソルマン (Neil Solman) - ローズ・ピアノ (2、8)、ハモンドオルガン (2) - リチャード・ニューウェル (Richard Newell) - ドラム・プログラミング (4) - アンディ・ヘイグ (Andy Hague) - トランペット (9) - デイヴ・マクドナルド (Dave McDonald) - ノーズ・フルート (8) - ストリングス・アンリミテッド (Strings Unlimited) - ストリング (8) | テクニカル・パーソネル - デイヴ・マクドナルド (Dave McDonald) - エンジニアリング サンプル - ジョニー・レイ (Johnnie Ray) : 「I'll Never Fall in Love Again」を「Biscuit」にサンプリング - アイザック・ヘイズ (Isaac Hayes) : 「Ike's Rap II」を「Glory Box」にサンプリング - ラロ・シフリン (Lalo Schifrin) : 「The Danube Incident」を「Sour Times」にサンプリング - スモーキー・ブルックス (Smokey Brooks) : 「Spin It Jig」を「Sour Times」にサンプリング - ウェザー・リポート (Weather Report) : 「Elegant People」を「Strangers」にサンプリング - ウォー (War) : 「Magic Mountain」を「Wandering Star」にサンプリング |